# WorldView-1
WorldView-1 – jeden z dwóch satelitów konstelacji WorldView, należącej do firmy DigitalGlobe, realizującej kontrakt amerykańskiej Narodowej Agencji Wywiadu Geoprzestrzennego (NGA), pod nazwą NextView. Pierwszy komercyjny satelita potrafiący wykonywać zdjęcia powierzchni Ziemi z rozdzielczością 50 cm. Został wystrzelony 18 września 2007, a jego misja ma trwać ok. 7 lat. Zdjęcia realizowane są poprzez teleskop (WorldView-60) o śr. 61 cm.
Dzięki wysokiej stabilności na orbicie, dokładnym odbiornikom GPS, oraz możliwości szybkiej zmiany punktu obserwacji, satelita służy również geolokalizacji, z dokładnością od 2 do 7,6 m.
Rozdzielczość 50 cm osiągana jest w nadirze, w trybie panchromatycznym (zakres 400-900 nm). 20° od nadiru rozdzielczość wynosi 55 cm. Głębia obrazu wynosi 11 bitów. Podczas każdej orbity statek przesyła około 331 Gb danych.
Najszersza wiązka skanująca ma 17,6 km szerokości. Powtarzalność obserwacji maksymalnie 1,7 dnia, dla rozdzielczości 1 m, oraz maksymalnie 5,4 dnia dla rozdzielczości 50 cm.

## Budowa
Satelitę zbudowała firma Ball Aerospace & Technologies Corp.
Pozycja statku, stabilizowana w 3 osiach, jest utrzymywana poprzez żyroskopy, szukacze gwiazd, silniczki manewrujące oraz system GPS.

### Łączność
Satelita posiada 2,2 Tb pamięci pokładowej. Dane na Ziemie są przesyłane w paśmie X, z prędkością 800 Mbps, z możliwością wysyłania danych bezpośrednio do klienta. Telemetria jest pobierana w paśmie X w trybie rzeczywistym (z prędkościami: 4, 16 lub 32 kbps) lub odtwarzana z pamięci (z prędkością 524 kbps). Komendy przesyłane są w paśmie S, z prędkością 2 lub 64 kbps.
Satelita krąży po orbicie heliosynchronicznej, z węzłem zstępującym na godzinie 10:30.
Panele słoneczne statku wytwarzają do 3,2 kW energii ładującej akumulatory o pojemności 100Ah.